# 續修四庫全書
《續修四庫全書》是上海古籍出版社於2002年出版的一套叢書，共計1800冊，收錄範圍為乾隆以前四庫全書以外的現存中文古籍與乾隆以後至民國元年前各類代表性著作。共收錄了5000多種。
一般性資料，如曆書、家譜、登科錄、鄉試錄、會試錄、縉紳錄之類皆不輯錄。兵書、志書、醫藥、方劑之書，選擇收錄。佛教典籍只從中土著述中選擇收錄，敦煌遺書零篇斷簡未能成篇者不收錄。
體例仿照四庫全書，以經、史、子、集四部分類編錄。